# Paniassis d'Halicarnàs
|  | No s'ha de confondre amb Paniassis d'Halicarnàs el Jove. |

Paniassis d'Halicarnàs (grec antic: Πανύασσις, llatí: Panyassis), fill de Poliarc, fou un poeta èpic grec del segle v aC. Per bé que no va tenir gran acollida entre els seus contemporanis, la crítica posterior el valorava molt positivament, fins al punt que Quintilià el considera el segon dels poetes èpics, darrere Homer.
Duris de Samos diu que va néixer a Samos i el seu pare es deia Díocles, però la Suïda indica que era fill de Poliarc i va néixer a Halicarnàs, informació confirmada per Pausànies i Climent d'Alexandria. La seva família, una de les més destacades de la ciutat, estava emparentada amb Heròdot: segons una versió, Heròdot era fill de Lixes, germà de Poliarc i, per tant, Paniassis i Heròdot haurien estat cosins germans; segons una altra, perquè Heròdot era fill de Reo (o Drio), germana de Paniassis i, per tant, haurien estat oncle i nebot. Va florir entre el 489 aC i el 467 aC. Va ser executat pel tirà Ligdamis II de Cària probablement en la mateixa època que Heròdot va abandonar la seva ciutat natal, el 457 aC.
Consten dues composicions de Paniassis: una Heraclea (Ἠράκλεια o Ἠρακλείας) i una Jònica (Ἰωνικά), de les quals només es conserven fragments. La més celebrada de totes fou l'Heraclea, on narrava totes les gestes d'Hèracles en catorze cants i uns 9.000 versos. La Jònica era una composició d'uns 7.000 versos que narrava la història de Neleu, Codros i de les colònies de la Jònia.